# Ilha Astor
A Ilha Astor (62° 38′ 22,8″ S, 61° 10′ 15,4″ O) é uma ilha situada entre a Ilha Rugosa e a Ilha Livingston nas Ilhas Shetland do Sul, Antártica. A área de superfície é de 12 hectares (30 acres).
A feição foi batizada pelo Comitê de Nomes de Lugar Antárticos do Reino Unido em 1958 para B. Astor do Liceu de Nova Iorque de História Natural (o agora Museu Americano de História Natural).

## Mapas
- Península Byers, Isla Livingston. Mapa topográfico a escala 1:25000. Madrid: Servicio Geográfico del Ejército, 1992.
- L.L. Ivanov et al. Antarctica: Livingston Island and Greenwich Island, South Shetland Islands. Scale 1:100000 topographic map. Sofia: Antarctic Place-names Commission of Bulgaria, 2005.
- L.L. Ivanov. Antarctica: Livingston Island and Greenwich, Robert, Snow and Smith Islands. Scale 1:120000 topographic map.  Troyan: Manfred Wörner Foundation, 2009.  ISBN 978-954-92032-6-4